# DANGER LIFE
DANGER LIFE（デンジャー ライフ）はBLIZARDのアルバム。

## 内容
昨年に、下村成二郎脱退後、水野松也が新ボーカリストとして加入した唯一のオリジナルアルバム。事実上、BLIZARDのラストアルバムである。プロデュースは、元LAZY、現LOUDNESSのドラマーである、樋口宗孝が担当。これを機会に、寺沢功一（ベース）が、樋口とSLYを結成する。

## 収録曲
1. Oneway run
作詞:水野松也 作曲:水野松也･松川敏也
2. Marry a Fortune
作詞:水野松也 作曲:松川敏也
3. SAVE ME
作詞:水野松也 作曲:松川敏也
4. Walking in the rain
作詞･作曲:松川敏也
5. AGAIN
作詞･作曲:松川敏也
6. Walkin' Go!
作詞･作曲:水野松也
7. The Danger Life
作詞:水野松也 作曲:松川敏也
8. Break Out
作詞:小田佳奈子 作曲:松川敏也
9. LADY IN BLUE
作詞:水野松也 作曲:松川敏也
10. someone to believe
作詞:水野松也 作曲:松川敏也